# Pori
Pori (svédül Björneborg) város Finnország nyugati partvidékén, a Satakunta régióban. Lakossága 84 141 fő 1155 km²‑es földterületen (2019).
A várost 1558-ban alapította János herceg (aki később III. János svéd király lett) a Kokemäenjoki folyó torkolatánál. A korábbi torkolatnál Ulvila városa helyezkedett el, de ez a botteni-öböl-partvidéki földemelkedés miatt visszafejlődött mint kereskedelmi központ és elvesztette városi rangját. A XIX. században Pori egy ideig a Finn Nagyhercegség legnagyobb kereskedelmi flottájával rendelkezett, a század vége felé pedig ipari várossá fejlődött. Ma is több gyár működik Poriban, de az utóbbi évtizedekben többek között az automatizálás miatt az ipar a korábbinál kevesebb munkalehetőséget tud kínálni.
Pori teljes területe hivatalosan 2062 km² (2019). Ebből csak 1155 km² föld és 61,9 km² belvízfelület; továbbá meghatározták, hogy a Botteni-öböl tengerfelületéből 844,27 km² tartozik Porihoz, azaz a város területének kb. 40 százaléka sósvíz. A mai területét a város számos csatlakoztatás következtében érte el; még 1910-ben csupán 66,1 km² tartozott hozzá. Különösen egy 1925‑ös törvénymódosítás óta, amely előtt még sűrũn épített elővárosokat is nehéz volt városokhoz csatlakoztatni, egyre gyakoribbá vált az, hogy nagy mezőgazdasági jellegű, illetve erdős területeket is közigazgatásilag városokhoz csatlakoztatnak. A legutóbbi alkalommal Lavia község lett Pori része, 2015-ben.
Pori 1991 óta a Satakunta régió közigazgatási központja. A régiók közigazgatási jelentősége a kezdetben nem volt nagy, de 1994 óta több ütemben nőtt. A finnországi megyék 2009‑es megszűnésével pedig a régiók az állami közigazgatás legfontosabb területi egységeivé váltak.
Pori egy úgynevezett egynyelvű finn település, mivel a svéd ajkúak aránya nem éri el a 8%‑ot (illetve a számuk a 8000 főt). Ez azt jelenti, hogy a város közigazgatása kizárólag finn nyelvű, és ilyenek a hivatalos kiiratok (pl. az utcanévtáblák) is. Ennek ellenére Porinak van svéd nyelvű történelme és hagyománya, mint a legtöbb régi finnországi városnak. Pori mai svéd nyelvű intézményei közül említendő a Björneborgs svenska samskola nevezetű iskola, a Svenska Kulturfonden i Björneborg nevezetű alapítvány és a Svenska Klubben i Björneborg nevezetű egyesület.  A város lakosságának 2016-ban 0,5%‑a volt svéd nyelvű, 3%‑a pedig más mint finn vagy svéd nyelvű.

## Földrajza

### Éghajlata
| Hónap                              | Jan. | Feb. | Már. | Ápr. | Máj. | Jún. | Júl. | Aug. | Szep. | Okt. | Nov. | Dec. | Év   |
| ---------------------------------- | ---- | ---- | ---- | ---- | ---- | ---- | ---- | ---- | ----- | ---- | ---- | ---- | ---- |
| Rekord max. hőmérséklet (°C)       | −2,0 | −2,2 | 1,8  | 8,4  | 14,8 | 18,9 | 21,7 | 20,0 | 14,6  | 8,4  | 2,7  | −0,5 | 21,7 |
| Átlagos max. hőmérséklet (°C)      | −4,8 | −5,4 | −1,9 | 3,7  | 9,5  | 13,9 | 16,8 | 15,3 | 10,4  | 5,6  | 0,4  | −3,1 | 5,1  |
| Rekord min. hőmérséklet (°C)       | −8,2 | −9,0 | −5,5 | −0,6 | 4,1  | 8,7  | 11,8 | 10,6 | 6,3   | 2,5  | −2,2 | −6,3 | −9,0 |
| Átl. csapadékmennyiség (mm)        | 44   | 28   | 29   | 30   | 35   | 54   | 67   | 71   | 56    | 66   | 55   | 51   | 586  |
| Forrás: Finn Meteorológiai Intézet |      |      |      |      |      |      |      |      |       |      |      |      |      |

## Jelentős épületek

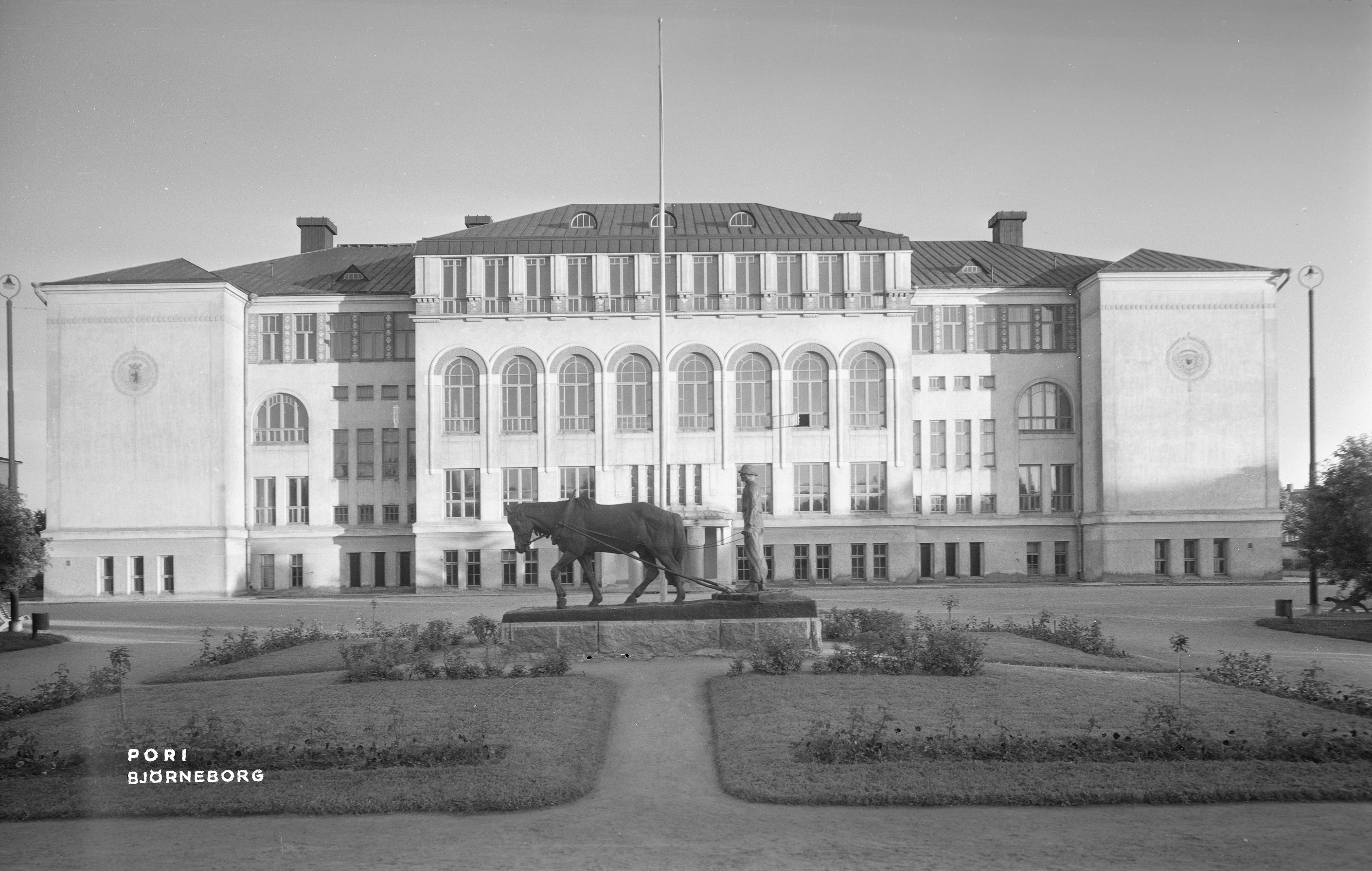
A Cygnaeus iskola egy képeslapon

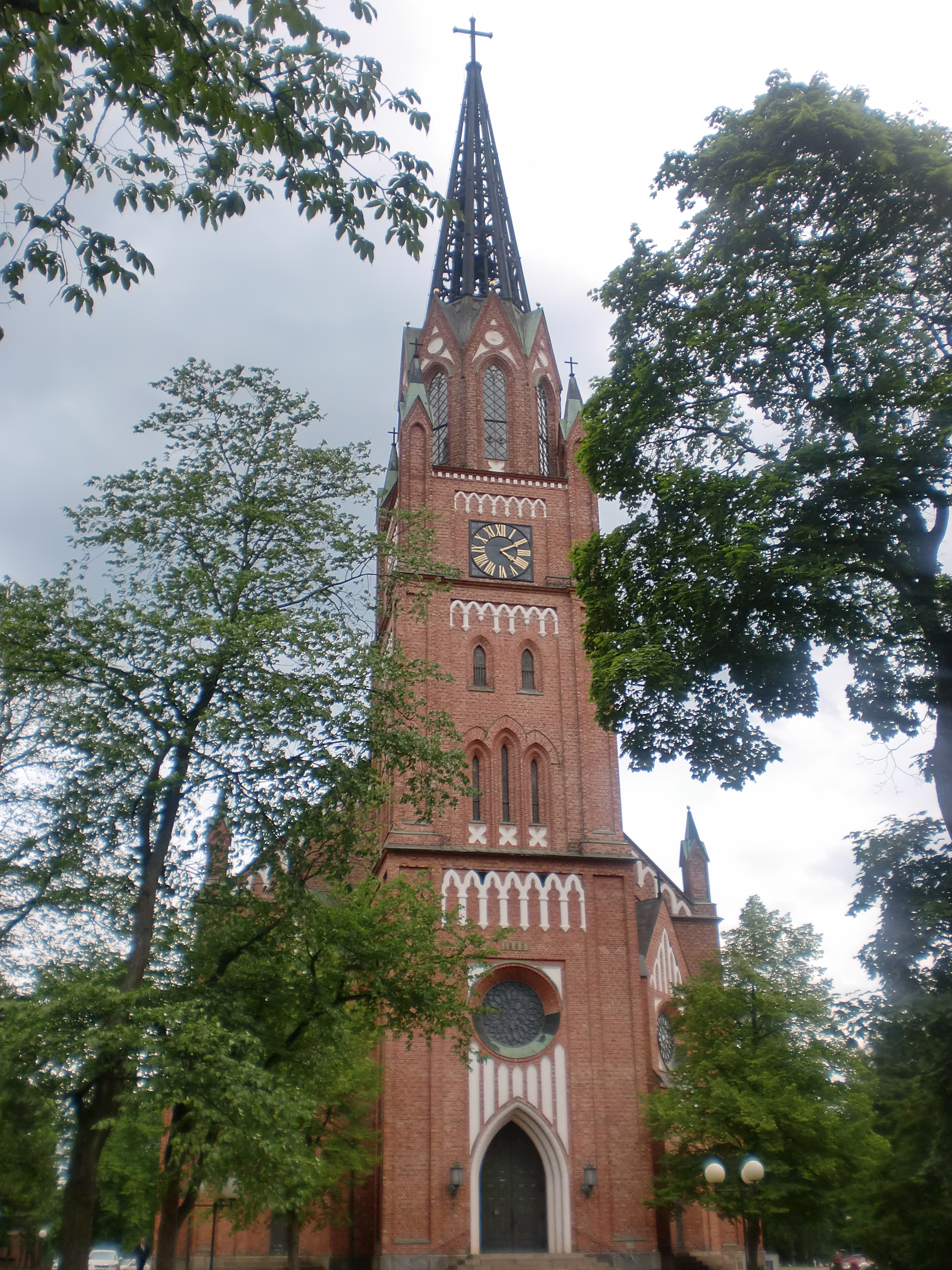
A Közép-pori templom tornya Finnországban egyedülálló szerkezetű

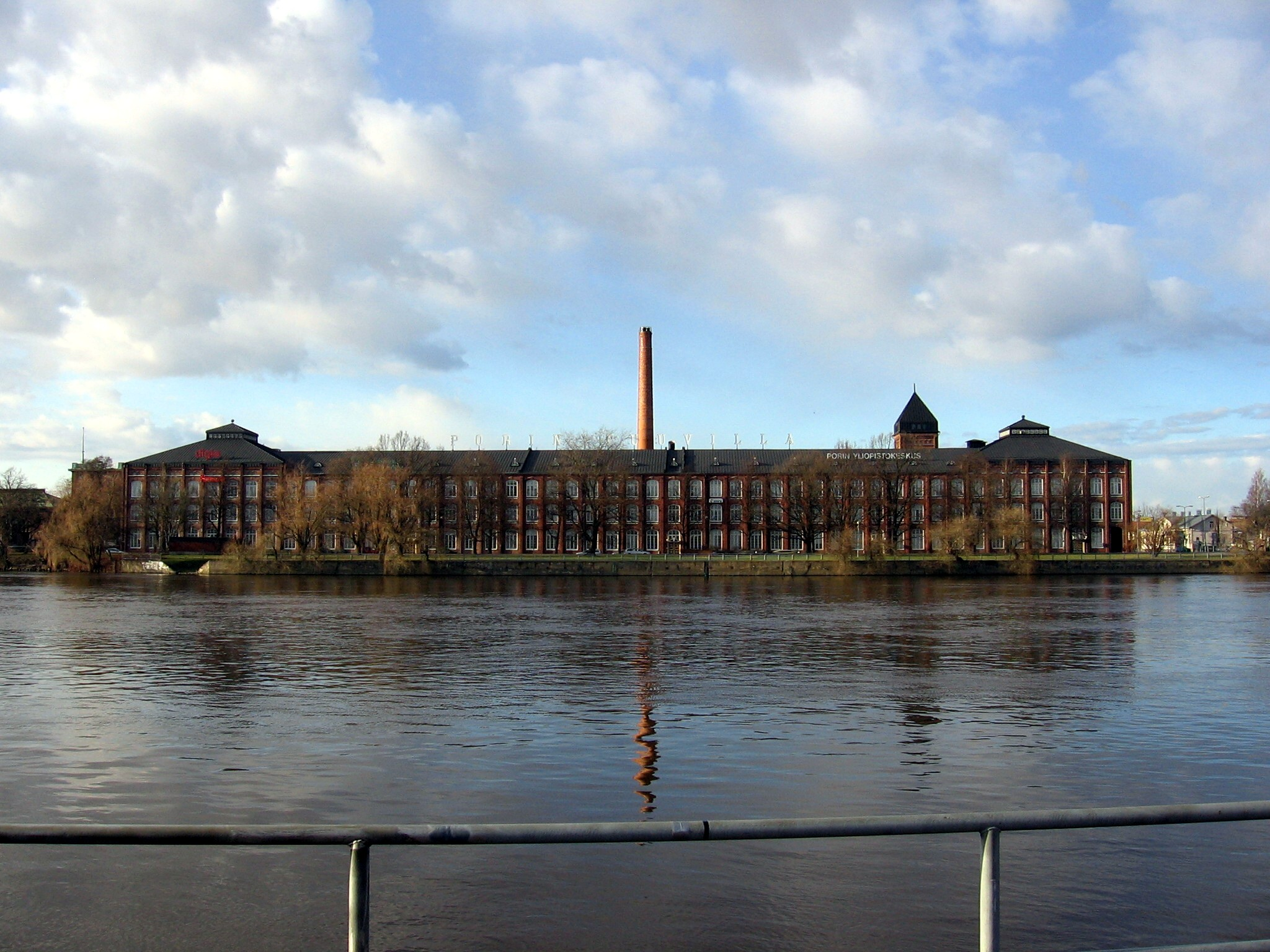
A Pori pamutgyár (Porin puuvillatehdas), előtte a Kokemäenjoki folyó

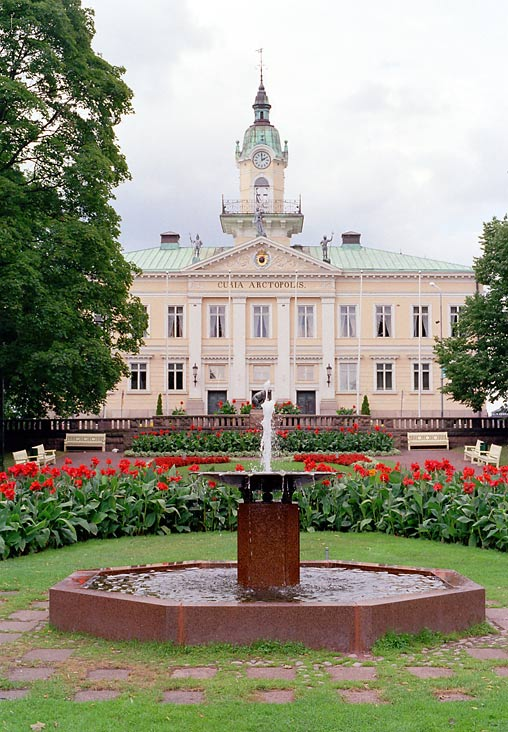
Pori régi városháza (Porin raatihuone, Curia Arctopolis)

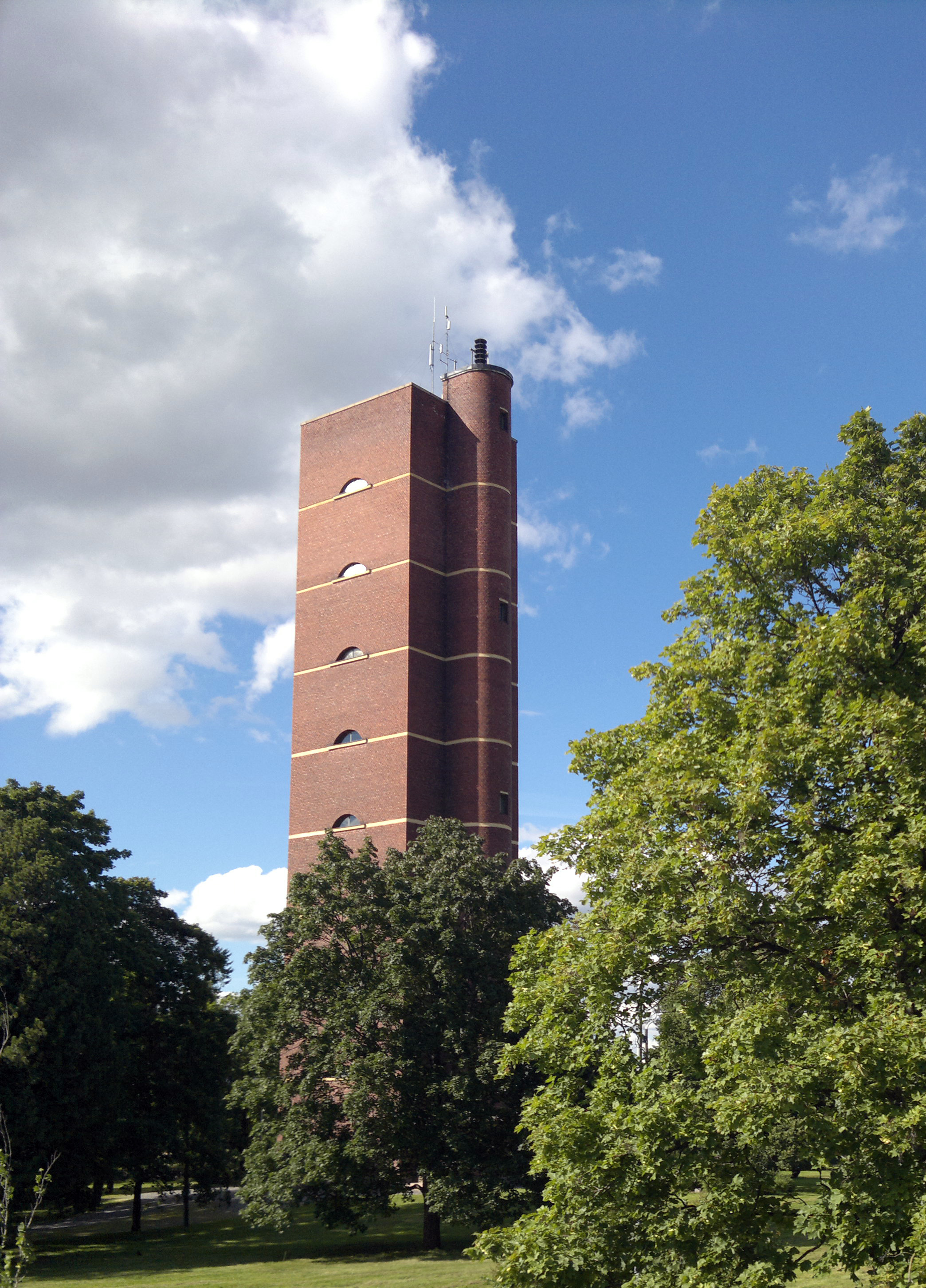
A Pori víztorony

Ezen építészettörténeti listában a zárójelben adott évszám mindig az építkezés befejezését, illetve az épület első felavatását jelzi, amely sok esetben az említett intézmény történetéről független. Az épület eredeti használati célja teljesen más lehetett, illetve az intézmény korábban akár többször is költözhetett.
Pori több évszázadon keresztül fából épített város volt. Számos tűzvészt szenvedett, például az 1570‑es években a tűz a városnak harmadát pusztította el, 1801-ben majdnem az egész várost, 1852-ben pedig annak háromnegyedét. Az 1852‑es nagy tűzvész után a városközpontot teljesen újjátervezték, számos kőházat építettek, valamint 1863-ban megalapították a város máig működő önkéntes tűzoltoságot. Ennek a történelemnek következtében Pori építészeti nevezetességei között nemigen található XVIII. századi vagy annál régebbi épület. A város korábbi templomai (1558, 1701) is fából épültek és a tűzvészekben elpusztultak.
- Cygnaeus iskola (1912) (ejtsd: [szüŋnéusz iskola])
  - finn elnevezése: Cygnaeuksen koulu
  - névadója: Uno Cygnaeus [úno szüŋnéusz], „a finn népiskola atyja”
  - eredetileg népiskola (kansakoulu), ma általános iskola (peruskoulu)
- Juselius-mauzóleum
  - finn elnevezése: Juseliuksen mausoleumi (ejtsd: [juszéliukszën ma͜uszolëumi])
- Közép-pori templom (1864)
  - finn elnevezése: Keski-Porin kirkko
  - a város legismertebb (evangélikus-lutheránus) templomépülete
- Otava szálloda (1857)
  - finn elnevezése: Hotelli Otava
  - Otava [otȧvȧ] a Göncölszekér finn elnevezése
  - szállodaként 1985‑ig szolgált
- Pori autóbusz-pályaudvar (1955)
  - finn elnevezése: Porin linja-autoasema
- Pori főkönyvtár (1976)
  - finn elnevezése: Porin pääkirjasto
- Pori régi városháza (1841)
  - finn elnevezése: Porin raatihuone ’A pori várostanács háza’
- Pori művészeti múzeum (1860)
  - finn elnevezése: Porin taidemuseo
  - eredetileg a város vámházraktára (pakkahuone)
- Pori pamutgyár
  - finn elnevezése: Porin puuvillatehdas
  - az első épületei 1900 körül épültek, gyárként 1974‑ig szolgált
  - ma az épületcsoport fő részei az egyetemi központ (ahol három finnországi egyetemnek a fiókintézetei működnek) valamint a Puuvilla bevásárlóközpont
- Pori színház (1884)
  - finn elnevezése: Porin Teatteri
- Pori városháza (1895)
  - finn elnevezése: Porin kaupungintalo
  - korábbi finn elnevezése: Junneliuksen palatsi [junnéliukszën pȧlȧtszi] ’Junnelius-palota’
- Pori vásárcsarnok (1927)
  - finn elnevezése: Porin kauppahalli
- Pori vasútállomás (1937)
  - finn elnevezése: Porin rautatieasema
- Pori víztorony (1936)
  - finn elnevezése: Porin vesitorni
- Reposaari templom (1876)
  - finn elnevezése: Reposaaren kirkko
  - fából épült
  - újabban arról is ismert, hogy 2009-ben ott tartotta az esküvőjét Sauli Niinistö, a finnországi parlament akkori elnöke (2012-től országelnök)
- Satakuntai múzeum (1973)
  - finn elnevezése: Satakunnan Museo
- Villa Mairea (1939)
  - Noormarkkuban található, amely 2010 óta Pori része
- Yyteri fürdőszálloda (1974)
  - finn elnevezése: Porin kylpylähotelli

(A finn nyelvművelés irányelvei szerint az épületek – valamint az intézmények, az irodalmi művek stb. – tulajdonneveit úgy kell írni, hogy csak a név első szavát, valamint a név részét képző egyéb tulajdonneveket kezdjük nagybetűvel. Ennek ellenére elfogadható, ha hagyományőrzés céljából olykor több nagy kezdőbetűt használunk, ezért pl. Porin Teatteri és Satakunnan Museo. A szabály szerinti írásmód Porin teatteri, Satakunnan museo volna.)

### Juselius-mauzóleum

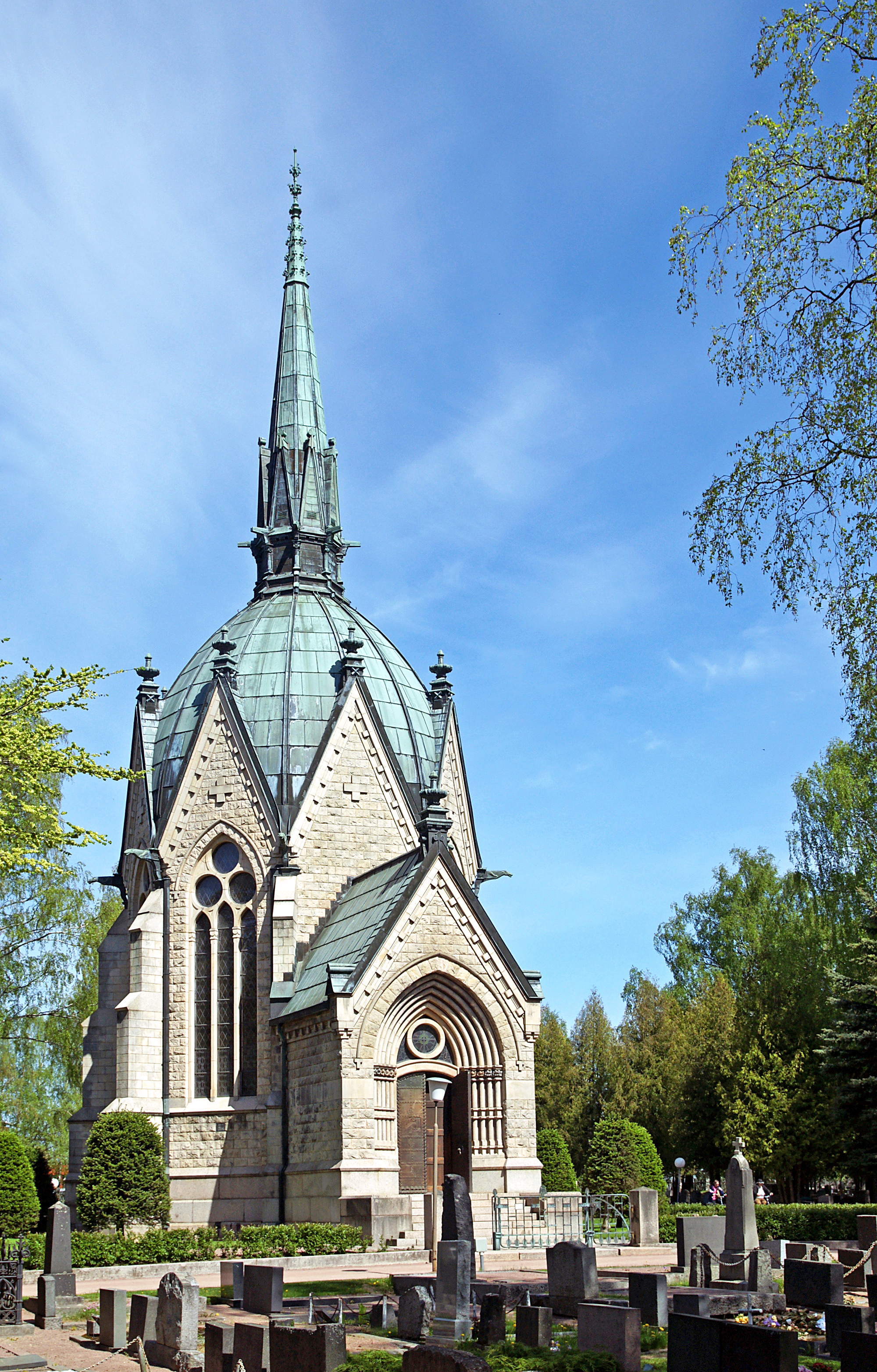
A Juselius-mauzóleum

A Juselius-mauzóleum, a település híres műemléke, a Pori város központjában fekvő Käppäräi temetőben (Käppärän hautausmaa) található. 1903-ban egy gazdag gyáros, Fritz Arthur Juselius emeltette a mauzóleumot Josef Stenbäck építésszel a 11 évesen meghalt leánya, Sigrid Juselius tiszteletére. Az épület belsejét eredetileg Akseli Gallen-Kallela freskói díszítették, de ezek víz- és majd 1931-ben tűzkárok miatt elpusztultak. A festőművész fia, Jorma Gallen-Kallela alkotta újra az 1930‑as években, apja vázlatainak felhasználásával.

## Testvérvárosok
- Eger
- Bremerhaven, Németország
- Kołobrzeg, Lengyelország
- Mâcon, Franciaország
- Porsgrunn, Norvégia
- Riga, Lettország
- Sønderborg, Dánia
- Stralsund, Németország
- Sundsvall, Svédország

## Dzsesszfesztivál
Pori az évente megrendezett nemzetközi dzsesszfesztiváljairól (Pori Jazz) is híres.

## Sport
A város legismertebb sportcsapata a Porin Ässät ([porin esszet], ’A Pori Ászok’) jégkorongcsapat. 1967-ben jött letre két korábbi helyi csapat egyesülésével, s azóta három alkalommal (1971, 1978, 2013) nyerte meg a finn bajnokságot. A helyi identitás szempontjából jelentős szereppel bír.
Magyarországon talán ismertebb az FC Jazz labdarúgócsapat. Két alkalommal (1993, 1996) nyerte meg a finn bajnokságot. Ma (2019) a finn harmadosztályban játszik.